# Образы амишей в искусстве
Образы амишей запечатлены в произведениях не только амишского, но и внешнего (по отношению к амишам) искусства и культуры. Для большинства людей жизнь амишей, существенно отличающаяся от «американского мейнстрима», остаётся загадочной, и потому вызывает интерес. Как правило, амиши избегают давать интервью журналистам и прячутся от фотографов и видеокамер. Однако амиши стали популярной темой для многих фильмов и телевизионных шоу. Особое внимание СМИ привлекают амишские подростки-румспринги.

## Фильмы
- Банши — Сериал о воре и убийце вышедшем на свободу после 15 лет заключения, который выдал себя за убитого шерифа в глухом американском городке со странным названием Банши. Рядом находится большая община амишей. В сериале идут частые пересечения с жителями общины.
- Свидетель — фильм о полицейском, скрывающемся в амишской общине.
- Заводила — амиш Ишмаэл Бург (Рэнди Куэйд) нечаянно ставит на путь истинный страстного игрока в боулинг Роя Мансона (Вуди Харрельсон)[3].
- Спасти Сару Кейн[англ.] — фильм о том, как у журналистки умирает сестра, и она вынуждена стать опекуном её пяти детей-амишей.
- Отлучение, англ. The Shunning — фильм о молодой девушке, которая 19 лет назад была отдана на воспитание в общину амишей, и которую теперь разыскивает родная мать.
- И в бедности и в богатстве — Фильм о супружеской паре, скрывающейся от налоговой полиции в деревне амишей.
- Сексдрайв — кинокомедия. Сет Грин в роли амиша.
- Детектив Раш — серия Running Around. Девушка-амиш по достижении 16 лет отправилась в Филадельфию, чтобы остаться в городе и жить во «внешнем» мире, так как приняла это решение уже давно, но оказалась жертвой преступления.
- Кости (телесериал) — серия The Plain in The Prodigy. Судебный антрополог Темперанс Бреннан и федеральный агент Бут расследуют убийство подростка-амиша.
- Меня зовут Эрл — третья жена главного героя, которую зовут Билли Каннингем (Billie Cunningham), уходит в общину амишей, обретя внутренний мир в их поселении.
- Игровая площадка дьявола[англ.] — документальный фильм про нескольких амишей-подростков-румспринга, перед каждым из которых стоит нелёгкий выбор между общиной амишей и внешним «английским» суетным миром.
- Прощение амишей / Amish Grace[англ.] — фильм, основанный на реальных событиях, произошедших в штате Пенсильвания в октябре 2006 года, когда вооруженный человек убил пятерых детей амишей и ранил ещё пятерых, устроив стрельбу в школе в деревне Никел-Майнс[англ.]. Фильм исследует изумительную реакцию амишей на ужасающий расстрел — в виде прощения и сострадания.
- В серии «Транссексуал» телесериала «Секретные материалы» агенты ФБР Малдер и Скалли расследуют загадочные убийства, след которых в конечном итоге приводит их в деревню в штате Массачусетс, где живут члены секты «Кровная родня», внешне похожие на амишей, но могущие на самом деле оказаться вообще не людьми. Обсуждая происхождение такого сюжета, продюсер Глен Морган сказал, что он «хотел сделать серию с более выраженной сексуальной гранью, но было трудно найти историю, в которой секс показан как нечто ужасное. В результате, отклонившись таким образом от курса, подумал: а что, если есть люди, похожие на амишей, но с другой планеты?»[4].
- Земля: Последний конфликт — в 6 серии первого эпизода действие происходит в общине амишей в Ланкастере.
- Клятва молчания, англ. An Amish Murder — фильм о девушке, которая в свои восемнадцать лет, убежала из дома, покинув общину амишей. Сейчас она — успешный шеф полицейского участка и ей, предстоит разгадать дело связанное с убийством амишской девушки[5]
- Рука Дьявола / англ. Where the Devil Hides — фильм об общине амишей, в которой 5 девушек обвиняются в одержимости дьяволом, вследствие чего они борются с общиной.[источник не указан 3883 дня]
- Румспринга (2022) - комедийный фильм про приключения амиша в Берлине.

### Детская литература
- Маргарита де Анджели (Marguerite de Angeli). «Лидия — дочка Хеннера»[англ.]. — 1936. В книге написан образ заботливой амишской семьи. Автор также нарисовала много иллюстраций к своей книге; на многих из них изображена «маленькая красная школа» (англ. Little Red Schoolhouse)[6] — школьное здание из красного кирпича, и доныне стоящее на перекрёстке магистрали «PA route 23» и дороги «Red Schoolhouse Road», немного западнее Моргантауна (Morgantown), Пенсильвания. Сейчас в этом здании расположен Информационный центр амишей-меннонитов. Пейзажи округа Ланкастер, изображённые на последних страницах книги, — вполне узнаваемые места.[источник не указан 5217 дней] Рисунки Маргариты де Анжели, на которых она изобразила построенный неподалёку сарай на склоне холма, — были сделаны буквально за считанные часы до того, как сарай сгорел в пожаре.[источник не указан 5217 дней] Это происшествие она включила в сюжет вышедшей в 1944 году и удостоенной медали Калдекотта книги «Йони — любопытный нос» (Yonie Wondernose): история любопытного мальчика-амиша, младшего брата Лидии из предыдущей книги.
- Вирджиния Соренсон[англ.]. Скромная девочка (Plain Girl). — Эта популярная детская книга впервые опубликована в 1956 году и переиздаётся до сих пор.

## Театр
В 1955 году в знаменитом Бродвейском театре был поставлен музыкальный спектакль «Скромные и причудливые» — предварительный показ комедии о жизни амишей. Действие происходит в округе Ланкастер штата Пенсильвания, где супружеская пара из Нью-Йорка, приехав туда, чтобы продать кое-какое имущество, случайно встречает амишей с их старомодным образом жизни. В этом спектакле показано «избегание» и совместное строительство сарая.
Другой спектакль про амишей — «Тишина на земле», канадская постановка о борьбе амишей во время Первой мировой войны (1917—1918)..

## Телевидение
В 1988 году на канале NBC вышла в эфир семейная драма «Путь Арона»: фильм о семье амишей, переехавших в Калифорнию, которым приходится приспосабливаться к неамишскому стилю жизни. В многочисленных других телешоу присутствуют эпизоды с амишскими героями или сюжетными линиями. Вот лишь некоторые из них: «Arthur», «Симпсоны», «Лаборатория Декстера», «Picket Fences», «Она написала убийство», «Секретный агент Макгайвер», «Направляющий свет», «Анатомия страсти», «Кости» и «Cold Case».
18 февраля 2009 года телеканал «BBC-2» выпустил в эфир «Неприятность в амишском раю» (англ. Trouble in Amish Paradise) — одночасовой документальный фильм про Ефраима и Джесси Столцфус (Ephraim and Jesse Stoltzfus) и их стремление строго придерживаться евангельских норм христианства и в то же время сохранять культуру амишей. В 2011 году, как бы в продолжение, вышел в свет фильм «Покидая амишский рай» (англ. Leaving Amish Paradise). Во втором документальном фильме рассказывается о жизни супружеской пары и двух их друзей, отлучённых от амишской церкви, которым приходится приспосабливаться к неамишскому обществу.
В 2012 году на канале «National Geographic» увидел свет документальный сериал «Амиш: нарушив порядок» (англ. Amish: Out of Order) о жизни бывшего амиша, покинувшего общину. В том же году вышел на экране документальный фильм «Амиши» (англ. The Amish) производства «PBS», в котором затронуты такие темы, как «Орднунг», стрельба в школе амишей в Никель Майнс, румспринга; показаны интервью с действующими и бывшими амишами.
В 16-й серии 6-го сезона мультсериала «Футурама» («Ghost in the Machines»), Фрай, преследуемый призраком робота, ищет спасение на планете Амишей, где нет ни одной машины.
В 7-й серии 10-го сезона мультсериала «Гриффины», семья приезжает в деревню амишей. Мег влюбляется в мальчика-амиша, что вызывает недовольство его отца и в итоге приводит к конфликту между семьями.
14 марта 2013 года стартовала программа «Амиши: найти новую жизнь» на телеканале TLC, рассказывающая про 5 молодых амишей, которые отправились в Нью-Йорк.

## Музыка
- Amish Paradise (клип) — песня «Странного Эла» Янковича, вышедшая в 1996 году и пародирующая песню темнокожего рэпера Coolio «Gangsta’s Paradise». В этом клипе Янкович и актриса Флоренс Хендерсон (ранее игравшая в «Семейке Брэди») предстают перед зрителями в амишских одеждах, а в мелодии слышны мотивы амишских песен.[15][16]

## Другое
После длительных и масштабных гонений, которым амиши подвергались на родине за обычай крещения во взрослом возрасте и противостояние союзу церкви и государства, они наконец обрели тихую гавань в Америке благодаря видному квакеру Уильяму Пенну. Амиши, радикальные меннониты из Швейцарии и Пфальца, неоднократно принимали мученическую смерть на родине от рук нетерпимых противников, нередко их сажали в мешки и топили в реках. Поскольку под угрозой оказалась сама жизнь амишей, они в массе переселились в Пенсильванию по приглашению Уильяма Пенна, в рамках его «святого эксперимента» религиозной терпимости.
1727 г.
— Игра Empire: Total War (Sega, 2009 год)